# 캄차카주 (러시아 제국)

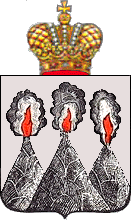
캄차카주의 문장

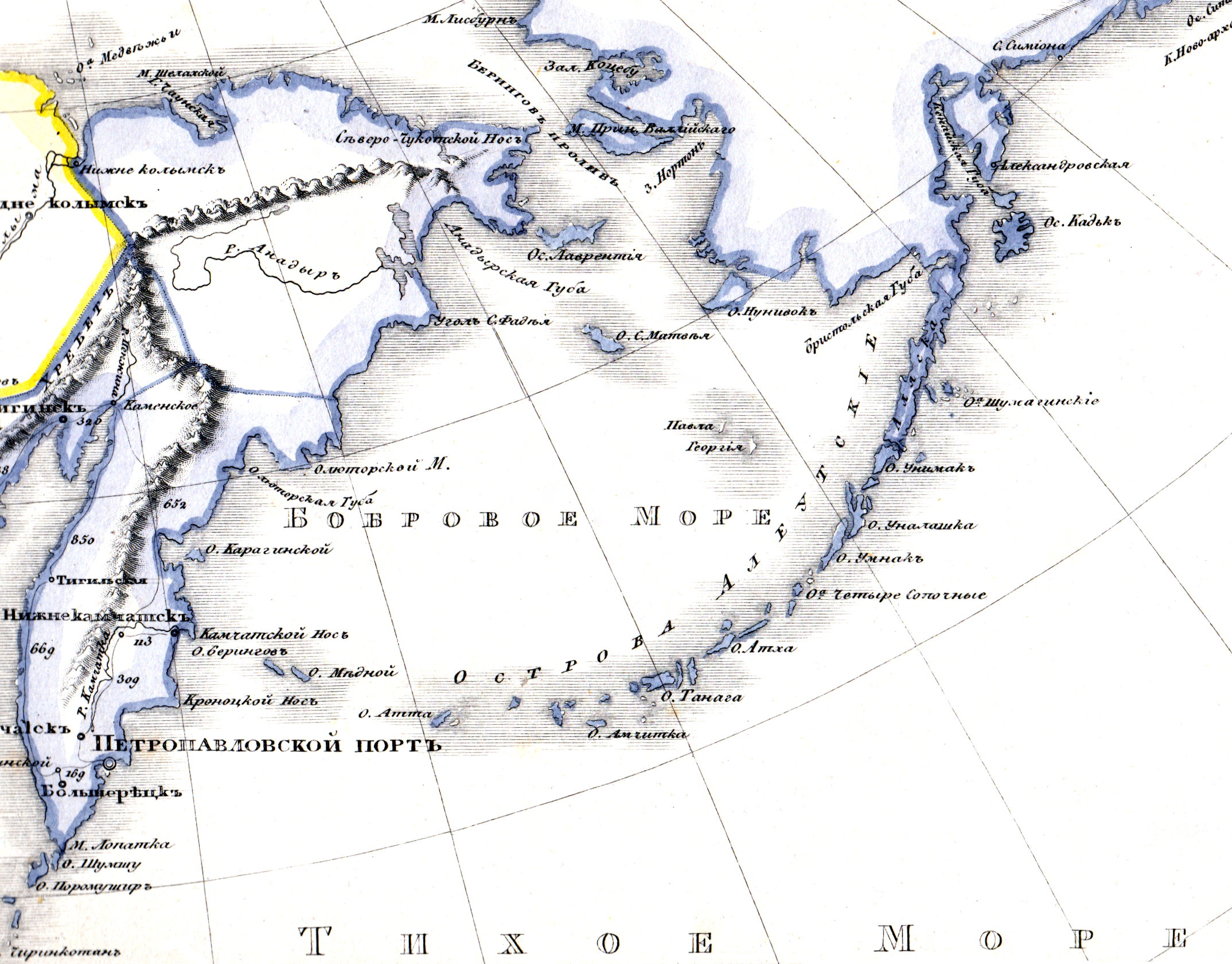
캄차카주의 지도

캄차카주(러시아어: Камчатская область)는 1803년부터 1922년까지 존재했던 러시아 제국의 주로 주도는 페트로파블롭스크캄차츠키이며 면적은 1,301,202km2이다. 현재의 러시아 캄차카 지방, 마가단주, 축치 자치구에 걸쳐 있었다.